# Dayr Hafir
Dayr Hafir (tiếng Ả Rập: دير حافر / ALA-LC: Dayr Ḥāfir) là một Syria thành phố trong Aleppo Governorate, 50 kilômét (31 dặm) về phía đông Aleppo trên đường cao tốc Aleppo- Raqqa, 15 kilômét (9,3 dặm) về phía bắc của Sabkhat al-Jabbul. Đây là trung tâm khu vực của quận Dayr Hafir. Trong cuộc điều tra dân số chính thức năm 2004, thị trấn Dayr Hafir có dân số 18.948 người. Thị trấn là nơi có một địa điểm khảo cổ có niên đại từ thiên niên kỷ thứ 9 trước Công nguyên. 

Dayr Hafir là trung tâm hành chính của Nahiya Dayr Hafir và quận Dayr Hafir.

Dayr Hafir vẫn là một cộng đồng nông thôn trong đa số.
Trong cuộc nội chiến ở Syria, vào tháng 6 năm 2012, chính phủ đã được báo cáo là kiểm soát thị trấn này gần với một sân bay quân sự (Kweiris). Thành phố này nằm dưới sự kiểm soát của Nhà nước Hồi giáo Iraq và Levant vào năm 2014, trước khi bị lực lượng Chính phủ Syria chiếm lại trong cuộc tấn công Đông Aleppo (tháng 1 năm 2017).